# Brandon Williams
Brandon Paul Brian Williams (sinh ngày 3 tháng 9 năm 2000) là một cầu thủ bóng đá chuyên nghiệp người Anh hiện đang thi đấu ở vị trí hậu vệ trái cho câu lạc bộ Hull City tại EFL Championship.

## Sự nghiệp câu lạc bộ
Williams trưởng thành từ lò đạo tạo trẻ của Man United, đã kinh qua đội U18, U19 và hiện chơi cho đội U23 của Quỷ đỏ. Điểm mạnh của Williams là tốc độ, sự xông xáo và kỹ thuật cơ bản tốt. Williams đã ra mắt đội bóng dưới 18 tuổi như một sự thay thế cho những phút cuối cùng của trận thua 4-2 trước Reading trong trận đấu cuối cùng của giải đấu 2016/17. Anh thường xuyên được thi đấu ngay từ những phút đầu cho Quỷ đỏ, xuất hiện 22 lần trên khắp các cuộc thi trong nước và trong Liên đoàn trẻ UEFA. Mặc dù có rất nhiều sự cạnh tranh nhưng anh đã làm việc chăm chỉ để thêm một lợi thế tấn công thực sự vào sự nghiệp của mình và trở thành một thành phần quan trọng của một bên đội hình không thể nào thiếu được. Tháng 4 năm 2018, khi anh ký hợp đồng chuyên nghiệp đầu tiên với câu lạc bộ, và anh tiếp tục làm đội trưởng đội U18 trong những mùa giải dưới thời Neil Ryan.
Williams đã được gọi lên đội 1 của Manchester United để tham dự trận đấu thuộc khuôn khổ UEFA Champions League trước trận đấu với Paris Saint-Germain vào tháng 3 năm 2019, nhưng không có tên trong đội hình trận đấu. Anh đã ra mắt đội một vào ngày 25 tháng 9 năm 2019 tại giải Cúp EFL trước đối thủ Rochdale. Anh có màn ra mắt ở đấu trường châu Âu vào ngày 3 tháng 10 năm 2019 ở giải UEFA Europa League với đối thủ AZ Alkmaar. Vào ngày 17 tháng 10 năm 2019, Williams ký hợp đồng dài hạn với câu lạc bộ đến tháng 6 năm 2022. Anh có màn ra mắt đầu tiên tại Premier League vào ngày 20 tháng 10 năm 2019 trước Liverpool tại Old Trafford như một sự thay thế muộn. Với việc Ashley Young bị treo giò và Luke Shaw bị chấn thương, Williams đã được trao cơ hội đá chính đầu tiên vào ngày 10 tháng 11 năm 2019 trong cuộc đối đầu với Brighton & Hove Albion, anh chơi trọn vẹn 90 phút trước khi bị chấn thương để nhường chỗ cho Marcos Rojo; anh được người hâm mộ của câu lạc bộ bầu chọn là Người đàn ông của trận đấu. Vào ngày 24 tháng 11, Williams đã ghi bàn thắng đầu tiên cho Manchester United trong trận hòa 3-3 trước Sheffield United.

## Sự nghiệp quốc tế
Vào ngày 30 tháng 8 năm 2019, lần đầu tiên Williams đã được gọi lên đội U20 Anh nhằm thi đấu các trận đấu với Hà Lan và Thụy Sĩ. Anh ra sân lần đầu trong trận hòa 0-0 với đội Hà Lan tại sân vận động Shrewsbury Town vào ngày 5 tháng 9 năm 2019.

## Thống kê sự nghiệp
Tính đến ngày 11 tháng 5 năm 2021.
| Câu lạc bộ            | Mùa giải       | Giải quốc nội  | Giải quốc nội | Giải quốc nội | Cúp FA | Cúp FA | Cúp EFL | Cúp EFL | Châu Âu | Châu Âu | Khác | Khác | Tổng cộng | Tổng cộng |
| Câu lạc bộ            | Mùa giải       | Hạng đấu       | Trận          | Bàn           | Trận   | Bàn    | Trận    | Bàn     | Trận    | Bàn     | Trận | Bàn  | Trận      | Bàn       |
| --------------------- | -------------- | -------------- | ------------- | ------------- | ------ | ------ | ------- | ------- | ------- | ------- | ---- | ---- | --------- | --------- |
| U21 Manchester United | 2019–20        | —              | —             | —             | —      | —      | —       | —       | —       | —       | 1    | 0    | 1         | 0         |
| Manchester United     | 2019–20        | Premier League | 17            | 1             | 6      | 0      | 5       | 0       | 8       | 0       | —    | —    | 36        | 1         |
| Manchester United     | 2020–21        | Premier League | 3             | 0             | 2      | 0      | 2       | 0       | 6       | 0       | —    | —    | 13        | 0         |
| Manchester United     | Tổng cộng      | Tổng cộng      | 20            | 1             | 8      | 0      | 7       | 0       | 14      | 0       | —    | —    | 49        | 1         |
| Tổng sự nghiệp        | Tổng sự nghiệp | Tổng sự nghiệp | 20            | 1             | 8      | 0      | 7       | 0       | 14      | 0       | 1    | 0    | 50        | 1         |

1. ↑  Số trận tại EFL Trophy
2. ↑  Số trận ra sân tại UEFA Europa League
3. ↑  Ra sân 2 trận tại UEFA Champions League, 4 trận tại UEFA Europa League